# Коронавірусна хвороба 2019 на Теркс і Кайкос
Епідемія коронавірусної хвороби 2019 на островах Теркс і Кайкос — це поширення пандемії коронавірусної хвороби 2019 на територію островів Теркс і Кайкос. Перший випадок хвороби на цій британській заморській території зареєстровано 23 березня 2020 року, а перша смерть зареєстрована 5 квітня. 12 травня решта хворих на островах одужали, проте 20 червня зареєстрований новий випадок хвороби.

## Хронологія
23 березня підтверджений перший випадок коронавірусної хвороби на островах Теркс і Кайкос.
27 березня поліція Островів Теркс і Кайкос видала розпорядження про заборону виходу на вулицю та комендантську годину. Порушники порядку мгли бути покарані штрафом, позбавленням волі та конфіскацією транспортних засобів.
5 квітня повідомлено про першу смерть від COVID-19. Померлим став чоловік середнього віку, який нещодавно їздив до США.
17 квітня Велика Британія направила на острови Теркс і Кайкос медичний вантаж трьома партіями.
18 квітня у хворого, якого перевели з островів Теркс і Кайкос на Ямайку для надання невідкладної спеціалізованої допомоги, підтверджено позитивний тест на COVID-19.
24 квітня повідомлено, що острови Теркс і Кайкос тепер мають можливість тестувати COVID-19 на своїй території, та мають розпочати масове тестування. До цього часу зразки біоматеріалу передавалися до Карибського агентства охорони здоров'я.
1 травня жителі, які втратили заробіток під час епідемії, отримають ваучери на 200 доларів на три місяці.
12 травня на островах не залишилось активних випадків хвороби. Один хворий виїхав з островів, і його випадок тепер буде рахуватися за країною прибуття.
Станом на 14 травня на островах не було активних випадків хвороби. 54 особи перебували в карантині або під спостереженням, на той день на островах було зареєстровано 5 підозр на коронавірусну хворобу.
20 червня виявлено 2 нових випадки коронавірусної хвороби. Одним із випадків став мешканець островів, який перебував на карантині після повернення на острови, другий контактував із першим з цих хворих.
25 червня на островах виявлено 2 випадки місцевого інфікування вірусом.
29 червня літній чоловік із хронічними хворобами помер від COVID-19.

## Заходи боротьби з поширенням хвороби
- Усі школи на островах були зачинені на місяць.[14]
- Міністерство охорони здоров'я також запровадило в дію статтю 18 положення про надзвичайні повноваження щодо COVID-19 за 2020 рік, передбачивши кримінальне правопорушення за поширення або розповсюдження неперевіреної або неправдивої інформації про коронавірус, незалежно від того, чи це пряме, чи непряме джерело інформації.[15]
- Захід круїзних суден у порти островів заборонено, єдиний порт на острові Гранд-Терк закритий до 30 червня.[16]
- Усі аеропорти, морські порти, пляжі, школи, ресторани та інші підприємства не працювали до 4 травня 2020 року.[16] Пізніше цей захід було продовжено до 22 липня.[17]
- Обов'язковим є носити маску для обличчя.[18]
- Починаючи з 27 березня на островах Теркс і Кайкос запроваджено локдаун терміном на три тижні.[19] Локдаун завершився 4 травня, після чого розпочалось поетапний вихід з карантину.[18] Комендантська година скасована 22 червня.[17]